# Juan de Sessé Balaguer
Juan de Sessé Balaguer (Calanda, 24 de maig de 1736 - Madrid, 17 de març de 1801) fou un eclesiàstic, compositor i organista aragonès. Destinat a la carrera eclesiàstica, hagué d'abandonar-la a causa d'una malaltia en la vista, i llavors es dedicà a l'estudi de la música, fent tants ràpids progressos, que vers l'any 1770 aconseguí la plaça de mestre de capella de San Felipe Neri de Madrid, passant més tard amb el mateix càrrec a la catedral d'Àvila. Finalment també fou nomenat, per oposició, organista de la Capella Reial. Entre les seves composicions hi figuren fugues per a clavicordi i orgue, Versos para organo sobre el canto del Magnificat (1773); Versos de organos para dies solemnes sobre todos los tonos del cántico Magnificat y de los Salmos (1776); Doce minuetos para clavicordio; Ocho divertimientos para clave, i una Col·lecció de peces per a clavicordi i orgue.